# Chỉ huy Ramona
Chỉ huy Ramona (Comandanta Ramona, 1959 - 6 tháng 1 năm 2006) là bí danh của một nữ lãnh đạo cấp cao người Maya của Quân đội Giải phóng Dân tộc Zapata (Ejército Zapatista de Liberación Nacional - EZLN, hay quân đội Zapatista), một tổ chức cách mạng của người dân da đỏ bản địa có căn cứ đặt ở Chiapas, một bang nằm ở miền Tây Nam của México. Bà là một trong những nữ lãnh đạo nổi tiếng nhất của quân đội Zapatista và có vai trò quan trọng trong thời kỳ đầu của cuộc khởi nghĩa Zapatista tại Chiapas, và bà cũng là thành viên của Hội đồng Bản địa Cách mạng Bí mật (Comité Clandestino Revolucionario Indígena - CCRI)
Mặc dù là phụ nữ, Ramona đã vượt qua định kiến về kỳ thị nữ giới để trở thành một lãnh đạo chủ chốt của phong trào Zapatista. Bà đã tham gia tích cực trong việc đòi quyền bình đẳng cho phụ nữ, vận động việc sử dụng đại trà bao cao su và vận động cho quyền tự do yêu đương và sống chung với nhau mà không cần kết hôn, đây là những yêu cầu táo bạo xét trong một nước toàn tòng Công giáo như México. Ramona được cho là thành biểu tượng của bình đẳng và phẩm giá cho những phụ nữ nghèo khổ và cho những phụ nữ người bản địa.

## Tiểu sử và sự nghiệp
Ramona là một trong những thành viên tham gia phong trào Zapatista từ sớm và đóng một vai trò quan trọng trong việc gây dựng quân đội Zapatista. Bà cùng với một đồng đội là Ana Maria đã tham gia biên soạn Luật Cách mạng của Phụ nữ vào năm 1993 dựa trên việc nghiên cứu tỉ mỉ về vấn đề bất bình đẳng nam nữ trong cộng đồng người da đỏ Chiapas. Trong cuộc khởi nghĩa Zapatista ngày 1 tháng 1 năm 1994, Ramona tổ chức nhánh tấn công chỉ huy bởi Ana Maria. Bà cũng là một trong những đại diện của ELZN tham gia đàm phán và ký kết Hòa ước San Andrés vào tháng 2 năm 1996 và tham gia tích cực vào quá trình vận động yêu cầu chính phủ México thực hiện nghiêm ngặt các điều khoản của hòa ước. Bà đặc biệt yêu cầu chính phủ phải giải quyết vấn đề kỳ thị phái nữ, thực thi các cải tổ về pháp luật để đảm bảo bình đẳng giới tính và xóa bỏ tâm tưởng "nam tôn nữ ti" đang tồn tại trong xã hội.
Cùng lúc đó, tại thủ đô México D. F. diễn ra Diễn đàn Người bản địa Toàn quốc từ ngày 3 đến ngày 8 tháng 1 năm 1996 - sự kiện đánh dấu sự thành lập của Đại hội Người bản địa Toàn quốc (Congreso Nacional Indígena). Vào tháng 10 cùng năm, một cuộc họp mặt khẩn cấp của Đại hội được tổ chức trước tình hình các cuộc hội họp của những tổ chức người bản địa diễn ra khắp nơi và việc chính quyền càng ngày càng bị quân sự hóa. Mặc dù ban đầu ELZN bị cấm tham gia, phong trào và chính quyền México cuối cùng đã đạt được thỏa thuận để cho Chỉ huy Ramona dẫn đầu một nhóm đại biểu của ELZN đến thủ đô México tham dự sự kiện này. Uy tín lớn lao mà Ramona giành được trong các cuộc đàm thoại đã khiến bà trở thành lựa chọn của ELZN trong chuyến đi lần đó. Chỉ huy Ramona là nhân vật lãnh đạo đầu tiên của ELZN có buổi phát biểu trước công chúng ngay tại thủ đô của một quốc gia và bà cũng là chỉ huy đầu tiên của EZLN có chuyến du hành công khai ra khỏi vùng Chiapas.
Tại đây, bà phát biểu:
| “                 | Chúng tôi đã gặp rất nhiều sự chống đối trong quá trình đi đến chặng đường này; sự chống đối từ những kẻ có quyền thế ở México muốn chúng tôi câm nín và bị cô lập; từ bọn nhà giàu ở México muốn chúng tôi trở thành những con vật để chúng bóc lột; từ những kẻ ngoại bang muốn níu giữ những mảnh đất tốt nhất của chúng tôi và đối xử với chúng tôi như nô lệ; từ giới quân sự xuất hiện ở những cộng đồng của chúng tôi, cưỡng hiếp chúng tôi, hăm dọa con trẻ của chúng tôi, đem lại ma túy, rượu chè, đĩ điếm và bạo lực; những người muốn phát ngôn và hành động nhân danh chúng tôi, những người không thích việc những người dân Da đỏ cả nam lẫn nữ nói lên tiếng nói của họ và cuộc khởi nghĩa của chúng tôi khiến họ lo sợ. Để tới được đây, chúng tôi phải chiến thắng những kẻ xem chúng tôi như đồ thừa thãi, những thứ mà chúng không muốn tồn tại trên đời này. Để đến được đây, chúng tôi cũng phải vượt qua sự ngăn cản của một vài người đồng đội chưa ý thức được vai trò quan trọng của giới phụ nữ xuất hiện tại đây và tham gia công việc như những người đàn ông. Nước México sẽ không còn bỏ quên chúng ta ! Cuộc khởi nghĩa sẽ không còn bỏ quên chúng ta ! Cuộc sống sẽ không còn bỏ quên chúng ta ! Đại hội Phụ nữ Người bản địa Toàn quốc muôn năm ! | ” |
| — Chỉ huy Ramona, | |   |

Sự hiện diện của chỉ huy Ramona tại Đại hội được cho là một vinh dự của sự kiện này. Zolia Cortes, đại biểu người da đỏ bản địa ở bang Oaxaca đã nói: "Chúng tôi rất vui khi người chị em của mình có mặt, và chúng tôi sẽ đón chào chị với tất cả sự đoàn kết và lòng kính trọng. Đối với chúng tôi, Ramona là một biểu tượng, không chỉ đối với riêng EZLN. Chị đại diện cho hàng triệu phụ nữ muốn thay đổi đất nước này." Chỉ huy Ramona cũng đã nhận được sự che chở của những người ủng hộ phong trào Zapatista trước sự truy lùng của cơ quan chính quyền.
Lần xuất hiện cuối cùng trước công chúng của chỉ huy Ramona là vào phiên họp toàn thể của phong trào Zapatista tại Caracol de La Garrucha ở quận Francisco Gómez vào ngày 16 tháng 9 năm 2005, với nội dung nhằm chuẩn bị cho cuộc vận động "Chiến dịch Khác" (La otra campaña) diễn ra vào đầu năm 2006. Trong thời gian đó, Ramona đang chống chọi với căn bệnh ung thư mà bà mắc hồi năm 1994. Ramona đã từng trải qua cuộc phẫu thuật cấy ghép thận vào năm 1995 với quả thận được hiến từ một người anh em trai và chi phí được vận động quyên góp bởi phong trào Zapatista. Cuộc phẫu thuật này đã kéo dài cuộc sống bà thêm một thập kỷ.
Chỉ huy Ramona mất ngày 6 tháng 1 năm 2006. Phó chỉ huy Marcos, lãnh đạo của ELZN, đã tạm ngưng "Chiến dịch Khác" trong vòng ít ngày để tham gia tổ chức tang lễ cho Ramona.